# Brug 1139

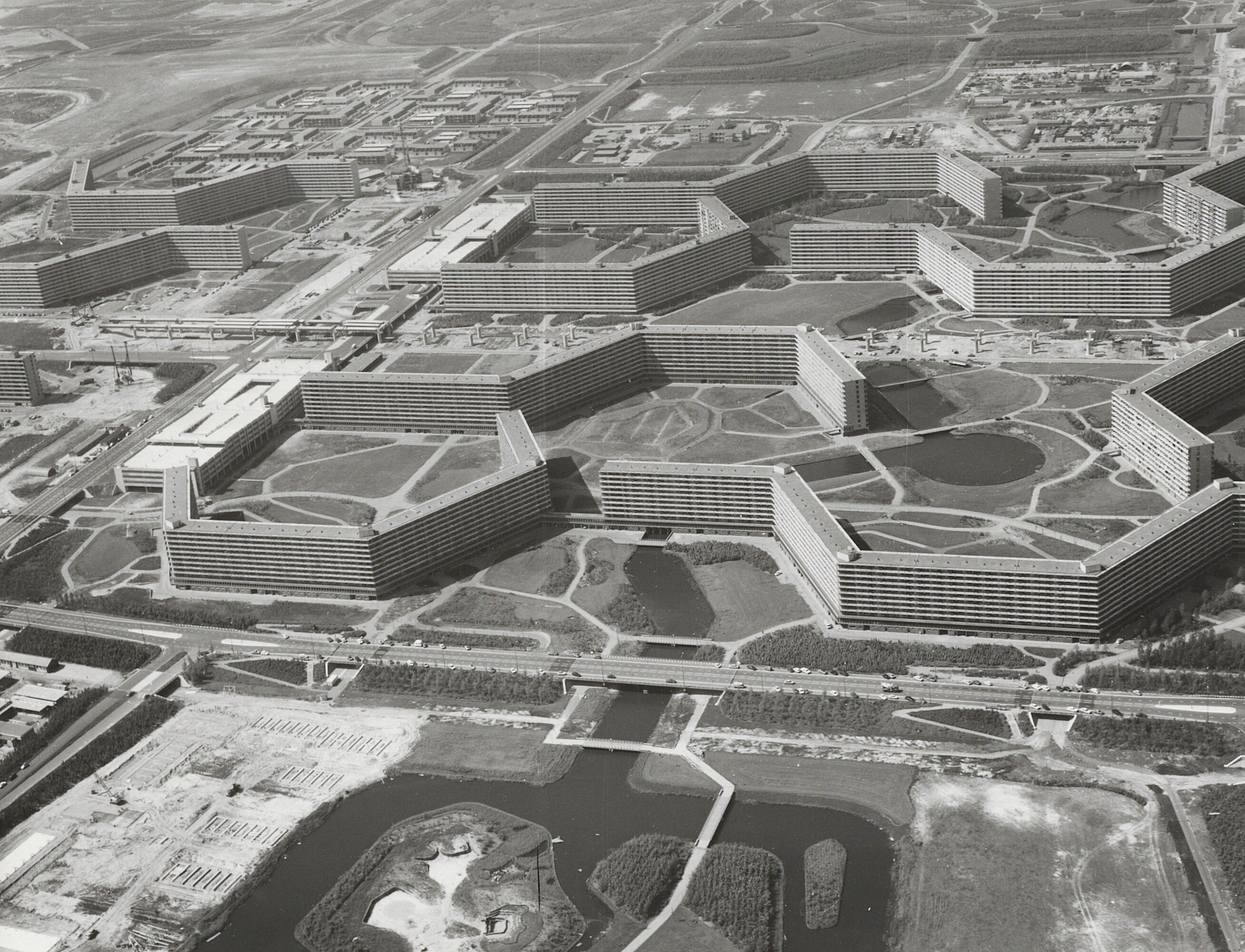
Op de voorgrond de rechts Grunder, links Koningshoef, daarachter rechts Grubbehoeve en links Kleiburg; brug 1139 voor de blinde gevel Kleiburg (1973)

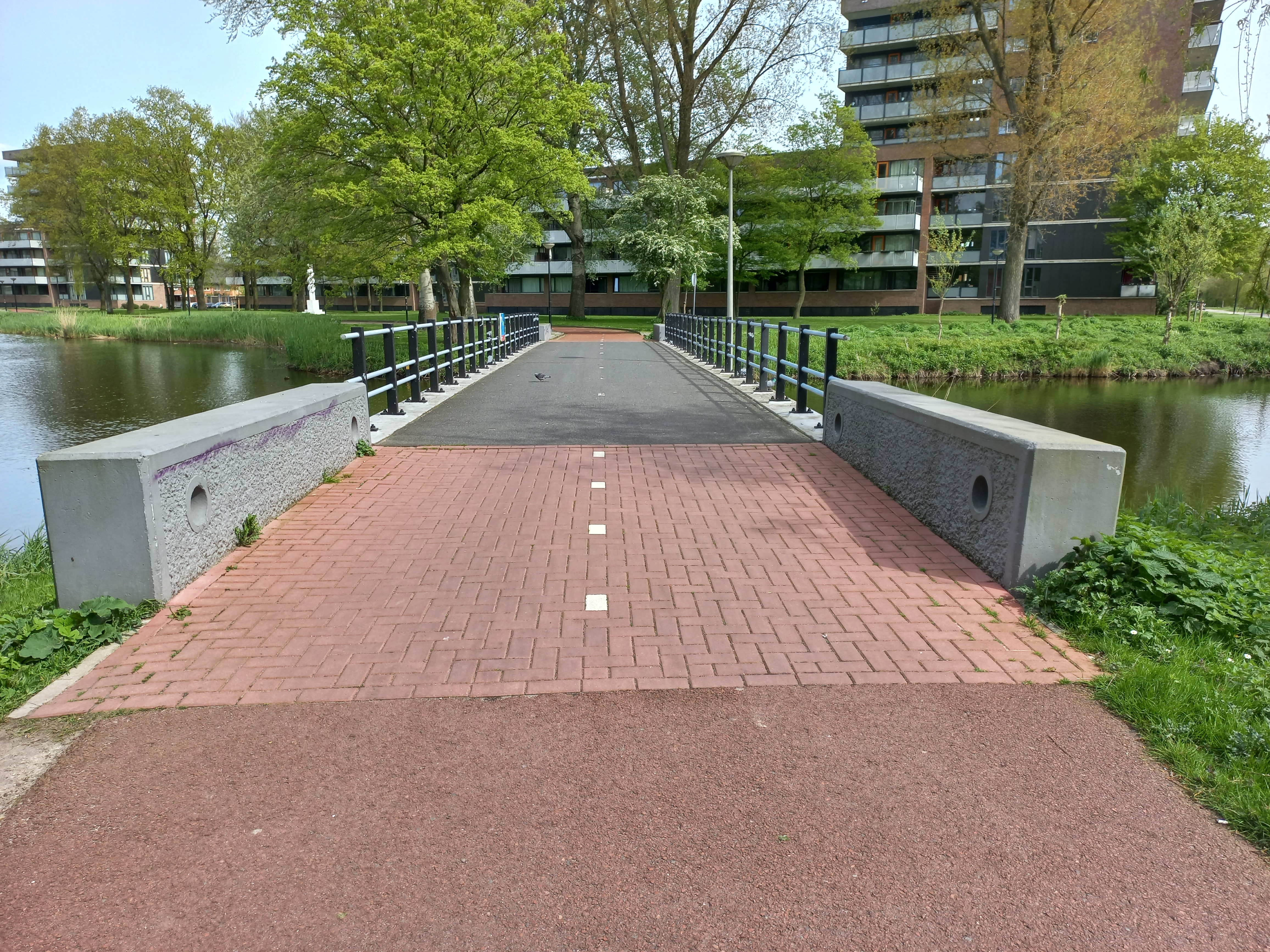
Brug 1139 richting G-buurt (april 2024)

Brug 1139 is een bouwkundig kunstwerk in Amsterdam-Zuidoost.
Het voet- en fietsbrug werd aangelegd om de verbinding te maken tussen de de G-buurt en K-buurt. Aan de noordkant waren er de honingraatflats Grubbehoeve en Grunder. Aan de zuidkant Kleiburg en Koningshoef. Daartussendoor slingert het kilometerslange Gaasperparkpad, een hoofdverkeersader voor voetgangers en fietsers. Om water over te steken ontwierp Dirk Sterenberg met de Dienst der Publieke Werken de zogenaamde maaiveldbruggen. Bijna alle voet- en fietspaden in de Bijlmermeer liggen op maaiveldniveau, daar waar het autoverkeer op verhoogde dreven is geplaatst.
Het type brug is ook in de 21e eeuw nog talrijk aanwezig in de wijk; een aantal moest echter plaatsmaken voor sanering etc. De maaiveldbruggen zijn herkenbaar aan de borstweringen met ankergaten, de specifieke grijze leuningen met blauwe balusters en het nummerplaatje in die leuningen. Ook de “buiten de brug” staande lantaarn is een regelmatig terugkerend onderdeel van dat brugtype. De brug is een broer van de even verderop liggende brug 1134. De brug kijkt uit op de blinde zijgevel van flat Kleiburg. De brug overleefde de sanering van de buurt, waarbij de flats Grunder en Koningshoef werden gesloopt.
<<< · 1100 · 1101 · 1107 · 1008 · 1009 · 1110 · 1111 · 1119 · 1121 · 1122 · 1123 · 1124 · 1125 · 1126 · 1127 · 1128 · 1129 · 1130 · 1131 · 1132 · 1133 · 1134 · 1135 · 1139 · 1140 · 1141 · 1142 · 1143 · 1144 · 1145 · 1146 · 1148 · 1149 · 1150 · 1151 · 1152 · 1153 · 1154 · 1155 · 1156 · 1157 · 1159 · 1162 · 1163 · 1164 · 1165 · 1167 · 1170 · 1171 · 1172 · 1173 · 1174 · 1175 · 1176 · 1177 · 1179 · 1180 · 1181 · 1182 · 1183 · 1184 · 1186 · 1187 · 1188 · 1189 · 1190 · 1191 · 1192 · 1193 · 1194 · 1195 · 1196 · 1197 · 1198 · 1199 · >>>
Brugnummers 1102-1106 (gesloopt), 1112-1118 (gesloopt), 1120, 1136-1138, 1145, 1147, 1158 (onbekend), 1160, 1161, 1166, 1168, 1169, 1178 en 1185 (voetbrug Bijlmerweide bouw 1970, sloop 2015) zijn niet (meer) vergeven.